# نهر نيوشو
نهر نيوشو هو أحد روافد نهر أركنساس في شرق كانساس وشمال شرق أوكلاهوما في الولايات المتحدة. تستنزف روافده أيضًا أجزاء من ميزوري وأركنساس. يبلغ طول النهر نحو 463 ميل (745 كـم). عبر أركنساس فهي جزء من مستجمعات المياه في نهر المسيسيبي. اسمها كلمة أوساج وتعني الماء الصافي. يُعرف القسم السفلي أيضًا باسم نهر غراند.